# Station Collingham
Collingham is een spoorwegstation van National Rail in Collingham, Newark and Sherwood in Engeland. Het station is eigendom van Network Rail en wordt beheerd door East Midlands Railway. 